# Belmonte (telenovela)
Belmonte é uma telenovela portuguesa produzida pela Plural Entertainment e transmitida originalmente pela TVI de 23 de setembro de 2013 a 5 de setembro de 2014, substituindo Mundo ao Contrário e sendo substituída por Jardins Proibidos. Escrita por Artur Ribeiro, com colaboração de Elisabete Moreira, Nuno Duarte e Simone Pereira, é uma adaptação da telenovela chilena Hijos del Monte. Tem direção geral de António Borges Correia.
Contou com Filipe Duarte, Graziella Schmitt, Marco D'Almeida, Manuela Couto, João Catarré, Diogo Amaral e Lourenço Ortigão nos papéis principais.
Tornou-se a quinta telenovela portuguesa (e terceira da TVI) nomeada para os Prémios Emmy Internacional, na categoria de Melhor Telenovela. Porém, perdeu para a brasileira Joia Rara, da Rede Globo.
Foi retransmitida pela TVI Ficção entre 7 de agosto de 2017 e 13 de março de 2018, substituindo O Beijo do Escorpião e sendo substituída por Mulheres. Belmonte foi novamente reposta neste canal, desde 5 de fevereiro de 2022.
A novela foi reexibida de 8 de abril de 2019 a 27 de março de 2020, de segunda a sexta, na TVI. Começou por ser reexibida ao final da tarde, porém, ainda no mesmo mês de abril de 2019, passou a ser emitida ao início da tarde, devido aos maus resultados de audiência no horário original. Nesta reposição, substituiu a série mexicana Maria Madalena e foi substituída por Destinos Cruzados.
Em 2020, Belmonte foi também transmitida pelo extinto canal TVI África.

## História
No concelho de Estremoz, no Alentejo, cinco irmãos, filhos adotivos do patriarca alentejano Emílio Belmonte (António Capelo) gerem o grupo empresarial Belmonte, detentor de empresas no ramo da vinicultura, azeites, exploração de mármore, turismo cinegético e investimentos financeiros e imobiliários.
A família Belmonte está ligada à história ancestral da terra, mas Emílio, o último descendente da família, casou com Clarisse, uma mulher que não podia ter filhos e, por tal, para a sobrevivência do nome, o casal foi adotando as crianças. Cada um dos quatro irmãos mais velhos, João (Filipe Duarte), José (João Catarré), Pedro (Diogo Amaral) e Carlos (Marco D'Almeida), são responsáveis, respetivamente, por uma das áreas de negócios, enquanto Lucas (Lourenço Ortigão), o mais novo, foi estudar fotografia para Londres. Os negócios, apesar da crise, mantêm-se estáveis, e a harmonia familiar é evidente, continuando os cinco irmãos a viver juntos no monte da família.
Enquanto no Alentejo se fazem os preparativos para o noivado de João com Julieta (Carla Galvão) - filha da outra família mais antiga da terra, só que falida, os Milheiro - no Brasil, Emílio está com Sofia (Manuela Couto) e a filha, Paula (Graziella Schmitt), revelando-se que Emílio tem uma outra família.
Sofia foi amante de Emílio e ficou grávida na altura em que Clarisse se encontrava enferma com um cancro terminal. Como Sofia se recusou a abortar, Emílio pagou-lhe a mudança para o Brasil. Foi nesse país que nasceu Paula, a quem nunca disseram que era filha de uma relação extramatrimonial, crescendo com a história falsa de que o pai passa maior parte do tempo em Portugal por causa de negócios, que espera um dia vender para se reformar no Brasil.
Após um dia de felicidade «em família», na sua fazenda no Pantanal, Emílio parte para Portugal, deixando Paula em lágrimas, como sempre, na hora de dizer adeus. O que ela não sabe é que se está a despedir do pai para sempre. No caminho para o aeroporto, Emílio vê o que parece ser um acidente de viação e resolve parar para ajudar. Mas o que parecia ser um acidente é na verdade uma emboscada fatal para Emílio, planeada pelo seu filho Carlos.

## Elenco
- Filipe Duarte (†) - João Belmonte (Protagonista)
- Graziella Schmitt - Paula Belmonte (Protagonista)
- Marco D'Almeida - Carlos Belmonte (Antagonista)
- João Catarré - José Belmonte «Zé» (Co-Protagonista)
- Diogo Amaral - Pedro Belmonte (Co-Protagonista)
- Lourenço Ortigão - Lucas Belmonte (Co-Protagonista)
- Manuela Couto - Sofia Caneira/Belmonte (Antagonista)
- Joana Solnado - Inês Belmonte (Co-Protagonista)
- Paulo Pires - Padre Artur Ribas
- Elsa Galvão - Filomena Guerreiro
- João Didelet - Rafael Guerreiro
- Rita Calçada Bastos - Ana Craft
- Romeu Costa - Henrique Craft
- Tomás Alves - Hugo Queirós
- Luísa Cruz - Susana Marques «1º Sargento»
- Sara Matos - Marta Nogueira
- Sílvia Rizzo - Carol Molina
- Laura Galvão - Joana Brito
- Almeno Gonçalves - Gustavo Castelo
- Bruna Quintas - Rosário Milheiro
- Helena Laureano - Anabela Milheiro
- José Wallenstein - Miguel Milheiro
- Sabri Lucas - Flip
- Sara Prata -  Inês Luísa Fonseca Vasconcelos de Constança (Íris)
- Sofia Grillo - Beatriz Figueira
- Adriano Carvalho - Joaquim Figueira
- António Melo - Fernando Ferreira
- Sandra Santos - Sónia

Elenco Juvenil
- Manuel Custódia - Ivo Craft [4]
- Maria Carolina Pacheco - Leonor Guerreiro
- Afonso Carlos - António Figueira

Participação Especial:
- Estrela Novais (†)  - Maria Ferreira

Participação Especial no Primeiro Episódio:
- António Capelo - Emílio Belmonte (Pai adotivo de João, José, Carlos e Pedro, pai biológico de Paula e Lucas e amante de Sofia. Morre numa explosão violenta)
- Sofia Ribeiro - Laura Pires (Rapariga que morre misteriosamente no hotel de Ana e Henrique)

## Elenco Adicional
- Alexandra Leite - Helena
- Álvaro Faria - Mário (advogado dos Belmonte)
- Ana Borges
- Cândido Ferreira - Ezequiel
- Daniela Faria - Cúmplice de Gustavo na falsificação da certidão de casamento de Sofia
- Diogo Valsassina - Rui
- Duarte Victor - Dr. Matos
- Figueira Cid
- Inês Faria
- Joana Barradas - Lídia
- João de Brito - Acólito/Sacristão
- João D'Ávila - Padre Trofa
- Jorge Fernandes - Cabo da GNR Rebelo
- Laura Soveral (†) - Alice (empregada do orfanato)
- Maria das Graças - Enfermeira
- Paulo Filipe - Dr. Coelho
- Philippe Leroux - François
- Salvador Sobral
- Sinde Filipe - Bernardo Vasconcelos de Constança
- São José Lapa - Francisca Vasconcelos de Constança
- Tânia Alves - Nivea
- Tiago Aldeia - Nuno
- Valéria Carvalho - Micaela
- Filippo Fiumani - Arturo

## Locais de gravações
Para a produção da telenovela, a Plural e TVI receberam o apoio da câmara municipal de Estremoz que disponibilizou vários locais no seu território.
Casa Milheiro: A casa da família situa-se no Palácio dos Henriques (também chamado Palácio da Tocha), onde o museu Berardo de Estremoz foi erguido.
Igreja do Padre Artur: Convento de Nossa Senhora da Consolação
Casa Figueira: O lar familial fica perto dumas das entradas do Conjunto Monumental da Alcáçova de Estremoz. Esse monumento é composto por várias “entradas”, o local de gravação escolhido foi a Porta do Sol.
Adega Belmonte: Na realidade, é a "Herdade das Servas."
Café Figueira, restaurante vegetariano e jornal “Aquém-Tejo Digital”: As cenas exteriores em frente a estes estabelecimentos foram todas gravadas no Largo General Graça em Estremoz.
Estalagem do Castelo: Na telenovela, é o hotel e residência da família Craft. Na verdade, é o Hotel Pateo dos Solares.
Em Estremoz também foram gravadas outras cenas, nomeadamente em frente a Praça de Toiros, ao Lago da Gadanha, no mercado, nas pedreiras ou no Rossio. No entanto, para se enquadrar na história, certas cenas foram gravadas fora da cidade de Estremoz como por exemplo:
Herdade Belmonte : A herdade da família Belmonte encontra-se na realidade nos arredores da aldeia de "Barbacena", que fica a cerca de 30 minutos de Estremoz, na "Herdade de Font’Alva".

## Transmissão
Na TVI, a telenovela foi exibida entre 22 de setembro de 2013 a 5 de setembro de 2014, completando 259 episódios de exibição. Até novembro de 2013, ocupava o horário das 21:30. Depois, passou a ser exibida às 22:30 e, finalmente, a partir de fevereiro de 2014, passou a ser exibida no seu horário final às 23:00.
Começou a ser novamente transmitida a partir do dia 8 de Abril de 2019, às 18:15h.
A novela foi exportada para Angola e Moçambique. 
| País       | Canal      | Título adaptado | Estreia                | Final                 | Horário                         |
| ---------- | ---------- | --------------- | ---------------------- | --------------------- | ------------------------------- |
| Portugal   | TVI        | Belmonte        | 22 de setembro de 2013 | 5 de setembro de 2014 | Segunda a sábado, às 23:00      |
| Angola     | Só Novelas | Belmonte        | 11 de maio de 2015     | (desconhecido)        | Segunda a sexta-feira, às 21:00 |
| Moçambique | Só Novelas | Belmonte        | 11 de maio de 2015     | (desconhecido)        | Segunda a sexta-feira, às 22:00 |

## Prémios
| Ano  | Nomeação      | Prémio                                 | Categoria                 | Resultado |
| ---- | ------------- | -------------------------------------- | ------------------------- | --------- |
| 2013 | Belmonte      | Prémios TV7Dias – Troféus de Televisão | Melhor Telenovela         | Venceu    |
| 2013 | Belmonte      | Prémios TV7Dias – Troféus de Televisão | Melhor Música de Genérico | Venceu    |
| 2014 | Belmonte      | Prémio Emmy Internacional              | Melhor Telenovela         | Indicado  |
| 2014 | Belmonte      | Prémios Áquila                         | Melhor Telenovela         | Venceu    |
| 2014 | Filipe Duarte | Prémios Áquila                         | Melhor Ator Principal     | Venceu    |
| 2014 | Belmonte      | Prémios TV7Dias – Troféus de Televisão | Melhor Telenovela         | Venceu    |
| 2014 | Belmonte      | Prémios TV7Dias – Troféus de Televisão | Música de Genérico        | Venceu    |

## Banda Sonora
- 1. Amor Com Amor Se Paga - André Sardet (Tema do genérico)
- 2. Carta Para Casa - Marito Marques
- 3. II Acto - Per7ume
- 4. Quién - Pablo Alborán
- 5. No Meu Canto - Rita Guerra (Tema de Paula e João)
- 6. Cinco Vidas - Rua da Lua
- 7. Isto - Luiz Caracol ft. Fernanda Abreu
- 8. The Star - Aurea (Tema de Luísa)
- 9. Até à Última Paragem - Pedro & Os Incógnitos
- 10. Moral - MESA (Tema de Henrique e Ana)
- 11. Juras de Amor - Ricardo Azevedo (Tema de José e Sónia)
- 12. E Agora Tu Vais (Vais Deixar a Minha Vida) - Tony Carreira (Tema de Beatriz e José)
- 13. Trem das Onze - Muxima  (Tema de Paula)
- 14. Vila - Filipe Pinto
- 15. Mente-me Com os Olhos - Carolina Deslandes
- 16. Mãe Negra - Cais do Sodré Funk Connection com Paulo de Carvalho (Tema de José e Beatriz)[12]
- 17. Dalla - Jorge Roque
- 18. Wonder Woman - Radiophone (Carlos Barreto Xavier, João Mendonza, Eugénia Ramos) [13]

## Audiências
Foi exibida a 22 de setembro de 2013, domingo, uma antestreia de Belmonte, que obteve 15,1% rating e 31,9% de share, liderando o horário. A estreia oficial só aconteceu no dia seguinte, segunda-feira, e marcou 13,9% de rating e 27,1% de share, não liderando o horário. No dia 1 de outubro, Belmonte bateu recorde com 16,3% de rating e 32,2% de share, sendo esse o maior resultado atingido em toda sua exibição. Belmonte manteve-se no horário 21:30-22:30 até novembro seguinte, quando passou a ser exibida a partir das 22:30. Com a estreia de O Beijo do Escorpião, a novela foi atrasada para as 23:00. Ao fim de 259 episódios exibidos, o episódio final de Belmonte registou 14,9% rating e 37,9% de share, com recorde de share e líder no horário. Este episódio final foi exibido no dia 5 de setembro de 2014, sexta-feira, a partir das 22:48.
| Média | Média     | Episódios exibidos | Rating | Share |
| ----- | --------- | ------------------ | ------ | ----- |
| 2013  | Setembro  | 7                  | 13,6%  | 27,3% |
| 2013  | Outubro   | 23                 | 14,0%  | 28,0% |
| 2013  | Novembro  | 21                 | 13,7%  | 28,7% |
| 2013  | Dezembro  | 20                 | 13,1%  | 29,3% |
| 2014  | Janeiro   | 24                 | 13,5%  | 29,9% |
| 2014  | Fevereiro | 23                 | 11,5%  | 28,5% |
| 2014  | Março     | 26                 | 10,6%  | 27,8% |
| 2014  | Abril     | 23                 | 10,9%  | 28,7% |
| 2014  | Maio      | 22                 | 10,8%  | 28,4% |
| 2014  | Junho     | 21                 | 11,1%  | 27,4% |
| 2014  | Julho     | 23                 | 11,7%  | 28,6% |
| 2014  | Agosto    | 21                 | 11,9%  | 29,4% |
| 2014  | Setembro  | 5                  | 12,7%  | 30,8% |
| Total | Total     | 259                | 12,2%  | 28,7% |

- Cada ponto de Rating equivale a 95.000 espetadores

## Curiosidades
- O intervalo de tempo entre a gravação do episódio e a sua exibição era de cerca de um mês. Por vezes, cenas eram gravadas para serem exibidas no próprio dia, como aconteceu em cenas especiais sobre a morte de Eusébio, de Mandela e até mesmo a entrega da Bola de Ouro a Cristiano Ronaldo.[20]
- As atrizes Sara Matos e Sílvia Rizzo, que representavam Marta e Carol, respetivamente, tiveram de abandonar a produção da novela. O motivo seria a transição de Sara Matos para protagonista de O Beijo do Escorpião, o que obrigou à eliminação do núcleo do qual as duas atrizes faziam parte. Nas suas últimas cenas, o restaurante onde trabalhavam acabou por explodir e as duas decidiram mudar-se para Lisboa. [21]
- Com a estreia de Mulheres, o horário de Belmonte seria atrasado para a meia-noite. No entanto, uma mudança de estratégia por parte da TVI fez com que a nova novela transitasse instantaneamente para a meia-noite, mantendo assim o horário de Belmonte (23:00, na altura). Semelhante situação já tinha ocorrido em 2013, com a novela Mundo ao Contrário, exibida desde o início a partir das 23:30.[22]